# Antonio Quintana
Antonio Quintana  (1904 - 1972) fue un fotógrafo chileno. Fue uno de los principales organizadores de la exposición El rostro de Chile que se considera el reportaje fotográfico más completo de la sociedad chilena en los años sesenta.

## Docente y militante político
Con catorce años ingresó en el Partido Comunista en el que se mantuvo a lo largo de toda su vida. Realizó estudios y fue profesor de  física y química y de geografía, sin embargo fue autodidacta en fotografía. Por razones políticas fue expulsado de la escuela, pero en 1940 fundó la primera escuela de fotografía en Chile en el marco de la Escuela Nacional de Artes Gráficas donde recobró su vocación docente. 
Su participación en la política lo llevó a ser secretario de la Alianza de Intelectuales fundada por Pablo Neruda, por ello tras el ascenso al poder de Gabriel González Videla en 1946 es expulsado de Chile y se instala en Argentina, pero en 1948 debe abandonarla instalándose en Uruguay. Regresó a Chile en julio de 1954 para celebrar el 50 aniversario de Pablo Neruda.
Su trabajo fotográfico abarcó temáticas diferentes: fotografía de arquitectura, reportaje social, etc, pero tuvo gran importancia en la fotografía mural y en algunas técnicas experimentales de revelado. Cabe destacar entre sus reportajes una serie llamada Las manos del hombre en la que fotografió miles de manos de los campesinos y de los trabajadores en el país.
En sus últimos años tuvo problemas de salud y perdió la vista en un ojo, el 21 de junio de 1972 murió de una hemorragia cerebral. Uno de sus últimos trabajos fue su colaboración en la obra Las piedras del cielo/Las piedras de Chile con textos de Pablo Neruda en 1972. Buena parte de su obra se encuentra en el Archivo Central Andrés Bello de la Universidad de Chile.

## El rostro de Chile
El rostro de Chile fue el título de la exposición inaugurada en octubre de 1960 y que hasta 1969 mostró Chile al mundo en su itinerancia por países como Japón, Uruguay, Brasil, Panamá, Estados Unidos, Francia, Suecia, Hungría y la Unión Soviética. Esta exposición surgió en 1958 como un proyecto de Quintana junto a Roberto Montandón y Domingo Ulloa y supuso la recopilación de más de siete mil negativos sobre el país para presentar una selección de 440 fotografías de diversos fotógrafos. Se hizo coincidir con el 150 aniversario de la independencia de Chile.
En 2005 se realizó una exposición en la Casa Central de la Universidad de Chile denominada Re-visión al rostro de Chile que incorporaba junto a fotografías de Quintana obra de otros fotógrafos como Roberto Montandón, Domingo Ulloa, Sergio Larraín, Baltasar Robles, Luis Ladrón de Guevara, Mario Guillard, Patricio Guzmán, Ignacio Hochhausler y Víctor Kabath.